# ダニエル・グレイシー
ダニエル・グレイシー（Daniel Gracie、1972年6月28日 - ）は、ブラジルの男性柔術家、総合格闘家。リオデジャネイロ州出身。ヘンゾ・グレイシー柔術アカデミー所属。
ヘンゾ・グレイシー、ハイアン・グレイシーの従兄弟にあたり、ビクトー・ベウフォートとも従兄弟にあたる。

## 来歴
プロ格闘家としてデビューするまでは、モデルをしていた。
2002年6月23日、PRIDE.21でプロ格闘家としてデビューし、杉浦貴に判定勝ち。
2002年12月31日、INOKI BOM-BA-YE 2002で中邑真輔と対戦し、腕ひしぎ十字固めで一本勝ち。
2014年1月4日、新日本プロレス・東京ドーム大会でホーレス・グレイシーとタッグを組んで桜庭和志、永田裕志組と対戦したが、胴着で永田に首絞めを行い反則負けとなった。
2014年5月25日、新日本プロレス・横浜アリーナ大会でIWGPインターコンチネンタル王座選手権試合で王者・中邑真輔に挑戦したが、敗北。

## 戦績
| 総合格闘技 戦績 | 総合格闘技 戦績 | 総合格闘技 戦績 | 総合格闘技 戦績 | 総合格闘技 戦績 | 総合格闘技 戦績 | 総合格闘技 戦績 |
| --------------- | --------------- | --------------- | --------------- | --------------- | --------------- | --------------- |
| 10 試合         | (T)KO           | 一本            | 判定            | その他          | 引き分け        | 無効試合        |
| 5 勝            | 0               | 4               | 1               | 0               | 1               | 0               |
| 4 敗            | 2               | 0               | 2               | 0               | 1               | 0               |

| 勝敗 | 対戦相手               | 試合結果                         | 大会名                                           | 開催年月日     |
| ×    | デュエイン・バストレス | 2R終了時 TKO（ドクターストップ） | Bellator 54                                      | 2011年10月15日 |
| ×    | ティム・カーペンター   | 5分3R終了 判定1-2                | Bellator 38 【ライトヘビー級トーナメント 1回戦】 | 2011年3月26日  |
| ○    | マルティン・ヴォイチク | 1R 2:17 チョークスリーパー       | Israel Fighting Championship: Genesis            | 2010年11月9日  |
| ×    | アラン・ゴエス         | 2R 1:03 TKO（パウンド）          | IFL: World Championship Semifinals               | 2006年11月2日  |
| ○    | ウェス・シムズ         | 1R 2:42 チョークスリーパー       | IFL: Championship 2006                           | 2006年6月3日   |
| △    | ウェス・シムズ         | 2R終了時 テクニカルドロー        | Gracie FC: Team Gracie vs. Team Hammer House     | 2006年3月3日   |
| ○    | 坂田亘                 | 1R 7:12 腕ひしぎ十字固め         | PRIDE SPECIAL 男祭り 2003                        | 2003年12月31日 |
| ×    | 中村和裕               | 2R（10分/5分）終了 判定0-3       | PRIDE 武士道                                     | 2003年10月5日  |
| ○    | 中邑真輔               | 2R 2:14 腕ひしぎ十字固め         | INOKI BOM-BA-YE 2002                             | 2002年12月31日 |
| ○    | 杉浦貴                 | 5分3R終了 判定2-1                | PRIDE.21                                         | 2002年6月23日  |

## 獲得タイトル
- 世界柔術選手権（ムンジアル）黒帯スペルペサード(-97kg)級 準優勝（2001年）
- 世界柔術選手権黒帯スペルペサード級 準優勝（2000年）
- 世界柔術選手権黒帯スペルペサード級 3位（1999年）
- 世界柔術選手権黒帯スペルペサード級 準優勝（1998年）
- 世界柔術選手権黒帯ペサード(-91kg)級 準優勝（1997年）